# Šinzó Kóroki
Šinzó Kóroki (japonsky 興梠 慎三, * 31. červenec 1986) je japonský fotbalista a bývalý reprezentant.

## Klubová kariéra
Hrával za Kashima Antlers, Urawa Red Diamonds.

## Reprezentační kariéra
Šinzó Kóroki odehrál za japonský národní tým v letech 2008-2015 celkem 16 reprezentačních utkání.

## Statistiky
| Japonsko | Japonsko | Japonsko |
| Roky     | Záp.     | Góly     |
| -------- | -------- | -------- |
| 2008     | 2        | 0        |
| 2009     | 8        | 0        |
| 2010     | 1        | 0        |
| 2011     | 1        | 0        |
| 2012     | 0        | 0        |
| 2013     | 0        | 0        |
| 2014     | 0        | 0        |
| 2015     | 4        | 0        |
| Celkem   | 16       | 0        |